# Józef Skotnicki (zoolog)
Józef Skotnicki (ur. 22 maja 1940 w Rzeszowie, zm. 21 października 2020 w Krakowie) – polski zoolog, doktor nauk przyrodniczych, dyrektor Ogrodu Zoologicznego w Krakowie (1975–2020).

## Życiorys
Syn Karola i Janiny. W latach 1959–1964 studiował na Wydziale Biologii i Nauk o Ziemi Uniwersytetu Jagiellońskiego. W 1970 r. uzyskał stopień naukowy doktora nauk przyrodniczych i odbył roczny staż naukowy w Instytucie Maxa Plancka w Republice Federalnej Niemiec. 2 stycznia 1975 objął stanowisko dyrektora Ogrodu Zoologicznego w Krakowie, funkcję tę sprawując aż do śmierci w październiku 2020 (był wówczas najdłużej urzędującym dyrektorem ogrodu zoologicznego w Polsce). Jako dyrektor rozpoczął modernizację i rozbudowę ogrodu oraz porządkowanie Lasu Wolskiego. Doprowadził do zmiany działalności hodowlanej Ogrodu, sprowadził nowe gatunki zwierząt, a w 1978 r. zainicjował rozpoczęcie prac porządkowych i remontowych Kopca Niepodległości im. Józefa Piłsudskiego w Lesie Wolskim.
W 1991 r. został przyjęty do grona Światowej Unii Dyrektorów Ogrodów Zoologicznych, przekształconej w 2004 r. w Światową Organizację Ogrodów Zoologicznych i Akwariów (WAZA). W 1992 r. wprowadził Ogród Zoologiczny w Krakowie do Europejskiego Stowarzyszenia Ogrodów Zoologicznych i Akwariów (EAZA).
Udzielał się również jako wykładowca prowadząc wykłady z zoogeografii na Akademii Rolniczej w Krakowie. Był autorem kilkudziesięciu prac naukowych, ponad 100 popularnonaukowych i 9 książek o zwierzętach krakowskiego ZOO. Przez wiele lat piastował funkcję wiceprzewodniczącego Rady Dyrektorów Polskich Ogrodów Zoologicznych i Akwariów. Był również członkiem Polskiego Towarzystwa Zoologicznego, Rady Naukowej Regionalnej Dyrekcji Ochrony Środowiska oraz Komisji Nauk Rolniczych, Leśnych i Weterynaryjnych Polskiej Akademii Umiejętności.
W 1998 r. został wyróżniony tytułem Człowieka Roku w plebiscycie Gazety Krakowskiej.
Zmarł 21 października 2020, pochowany na Cmentarzu Bielany w Krakowie.

## Wybrane odznaczenia
- Krzyż Komandorski z Gwiazdą Orderu Odrodzenia Polski (pośmiertnie, 2020)[8],
- Krzyż Komandorski Orderu Odrodzenia Polski (1999)[4][3],
- Złoty Krzyż Zasługi[3],
- Srebrny Krzyż Zasługi[3],
- Brązowy Krzyż Zasługi[3],
- Medal Cracoviae Merenti[3]